# 小田王
小田王（おだおう/おだ の おおきみ、生没年不詳）は、奈良時代の皇族。系譜は不明だが、无位から従五位下に直叙されているため三世王から五世王と想定される。官位は正五位上・因幡守。

## 経歴
聖武朝の天平6年（734年）无位から従五位下に直叙され、天平10年（738年）大蔵大輔に任ぜられる。木工頭在職中の天平16年（744年）恭仁京から難波京への遷都が行われると、知太政官事・鈴鹿王らとともに恭仁宮留守司を務めた。
天平18年（746年）正月に左大臣・橘諸兄や大納言・藤原豊成などの諸王諸臣たちが元正上皇の御在所（中宮の西院）に参入して雪かきをし、それから酒宴が行われる。その際に上皇の命により、雪を題材として諸臣が応詔歌を詠んでいるが、小田王の応詔歌は記録から漏れてしまい、ほかの王卿大夫の中にその名が見えるだけで、内容は伝わっていない。同年、従五位上・因幡守に叙任され、地方官に転じる。
天平勝宝元年（749年）孝謙天皇が即位し大嘗祭が行われたが、因幡国が由機国とされたことから国司に叙位が行われ、小田王は正五位下次いで正五位上に昇叙されている。

## 官歴
『続日本紀』による。
- 天平6年（734年） 正月17日：従五位下（直叙）
- 天平10年（738年） 閏7月7日：大蔵大輔
- 時期不詳：木工頭
- 天平16年（744年） 2月2日：恭仁宮留守司
- 天平18年（746年） 4月19日：因幡守。4月22日：従五位上
- 天平勝宝元年（749年） 11月29日：正五位下。11月30日：正五位上